# Аринська мова
Аринська мова — мертва мова єнісейської сім'ї. Зникла у другій половині XVIII століття. Була поширена північніше Красноярська. Аринські гідроніми на -set, -sat (sat 'річка') щільно представлені в басейні Середньої Обі, зокрема на Кеті, Чижапці та Чаї; Досить поширені і аринські гідроніми на -kul' (kul' - вода, річка). Граматичний лад - аглютинативно-флективний, переважали синтетичні засоби вираження граматичного значення. Письменність була відсутня. Аринська мова найближча до пумпокольської мови. 
Вважається, що носії аринської використовували термін ар або ара, як самоназву. 